# Aleran
Aleran, Adelramn (ur. przed 800, zm. prawdopodobnie 852) – frankijski możny, hrabia Barcelony od około 848 do 852, także hrabia Roussillon i Empúries oraz margrabia Septymanii razem z Isembartem od ok. 849/850 roku, prawdopodobnie także hrabia Troyes.
W 820 roku był missus dominicus w Nursji w Italii. W 837 jako hrabia (prawdopodobnie Troyes) wsparł budowę klasztoru w Montiéramey. Być może w 848 roku lub wcześniej został już wyznaczony przez Karola II Łysego jako hrabia barceloński, choć poprzednik Sunifred I zmarł w roku 849. Aleran był wierny Karolowi II w przeciwieństwie do Wilhelma z Septymanii, który na niejasnych podstawach został faktycznym władcą Barcelony około 848 i wygnał sojuszników Karola II. W 849 król zachodniofrankijski razem z Aleranem skutecznie oblegał Tuluzę, skąd wypędził Pepina II Akwitańskiego, a następnie pomaszerował do Narbonne, gdzie poczynił nadania na rzecz Alerana i Isenbarta. Mieli oni odzyskać dla monarchy kontrolę nad tą częścią królestwa. Rok później Wilhelm schronił się w Barcelonie, jednak tam dopadły go siły wierne królowi i zabiły. Jednak wówczas władzy Alerana zaczęli zagrażać muzułmanie, którzy w 851 oblegli i obrabowali miasto. Hrabia zginął prawdopodobnie w bitwie z nimi w roku 852. W tym samym roku po pokonaniu Pepina II Karol II ustanowił hrabią Barcelony Odalryka.
Prawdopodobnie był żonaty z Wildrut, z którą miał syna Alerana II (zm. po 885), hrabiego Laon.